# José de Alpoim

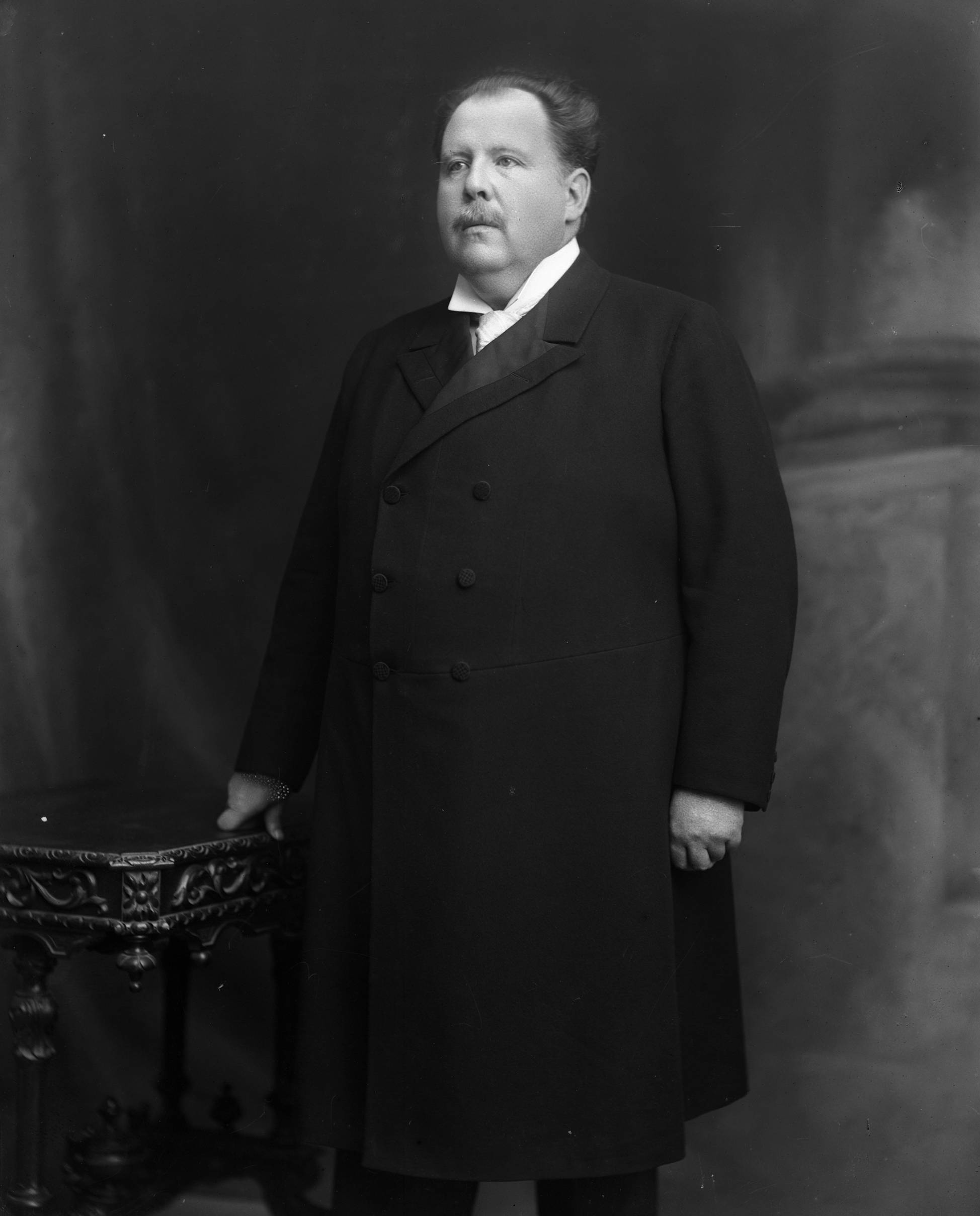
José Maria de Alpoim.

José Maria de Alpoim Cerqueira Borges Cabral GCC (Santa Cristina (Mesão Frio), 2 de Junho de 1858 — Lisboa, 12 de Dezembro de 1916), mais conhecido por José de Alpoim, foi um político progressista (depois republicano) da última fase da monarquia constitucional, que desempenhou as funções de ministro da Justiça e depois assumiu um papel de relevo durante a primeira fase da República portuguesa. Foi deputado às Cortes, Conselheiro e Par do Reino.

## Biografia
José Maria de Alpoim nasceu na Casa da Rede, Santa Cristina, a 2 de Junho de 1858, filho primogénito de Francisco Borges Cerqueira de Alpoim Cabral, bacharel formado em direito, moço-fidalgo da Casa Real e Senhor da Casa da Rede, e de sua mulher, Amância Dulce Samora de Quevedo e Alpoim.
Em 1878, com apenas vinte anos, formou-se em Direito pela Faculdade de Direito da Universidade de Coimbra, passando a exercer as funções de administrador dos concelhos de Mesão Frio e de Lamego, sendo o mais jovem administrador de concelho de que há memória.
Membro do Partido Progressista desde 1879 e adepto de Mariano Cirilo de Carvalho, sendo depois considerado o delfim de José Luciano de Castro, tendo disputado a direcção dos progressistas com Francisco António da Veiga Beirão. Foi uma das figuras mais controversas e importantes daquele Partido, ao lado de Moreira de Almeida, António Centeno, Queirós Ribeiro e do visconde da Ribeira Brava.
Deputado, Conselheiro de Sua Majestade Fidelíssima e Par do Reino, foi Ministro da Justiça nos governos de José Luciano de Castro de 18 de Agosto de 1898 a 26 de Junho de 1900 e de 20 de Outubro de 1904 e 11 de Maio de 1905. Nesse último período, desenvolveu uma notável política reformista, preparando o Código das Falências, a Assistência Judiciária e a reforma dos Serviços Médico-Legais. Contudo, devido a uma disputa que se desenvolveu em torno da questão do monopólio dos tabacos, atacou, abertamente, as medidas com que o ministro da Fazenda, Manuel Afonso de Espregueira, pretendia solucionar aquela importante questão financeira, tendo abandonado o Governo em consequência da quebra de coesão.
A 19 de Dezembro de 1904 foi agraciado com a Grã-Cruz da Ordem de Cristo (Diário do Governo, n.º 292, 27 de Dezembro de 1904).
A sua saída do Governo levou à cisão do Partido Progressista e, acompanhado por outras importantes figuras prestigiosas da monarquia, constituiu uma nova facção política denominada Dissidência Progressista, a qual sob a sua direcção derivou lentamente para o campo republicano.
Na sequência do golpe falhado de 28 de Janeiro de 1908, do Regicídio e depois de se ter refugiado em casa do político regenerador António Teixeira de Sousa, exilou-se para Salamanca. Regressou pouco depois ao país, graças à amnistia concedida pelo governo da acalmação presidido pelo almirante Francisco Ferreira do Amaral.
Quando se implantou a República, dissolveu-se a Dissidência Progressista e José de Alpoim aderiu ao novo regime, passando de Procurador Geral da Coroa a adjunto do Procurador Geral da República, mas foi inicialmente votado ao ostracismo político.
Considerado um "revolucionário profissional" a quem é atribuído o dito: "eu quero e desejo o poder pelo poder; nada mais", terminou a vida activa como delegado do governo na Companhia do Niassa. Nessa fase, afirmava-se afastado da política, mas os seus amigos verificavam que só ela o interessava.
Além de orador fluente e espontâneo, foi um dos mais brilhantes jornalistas do seu tempo (as suas crónicas em O Primeiro de Janeiro são notáveis), sendo um dos fundadores do Correio Português, dirigiu O Dia e colaborou assiduamente no Correio da Noite, Novidades, O Repórter e outros jornais.
Casou com Dona Maria do Carmo de Tovar Pereira Coutinho de Vilhena e Menezes, de cujo casamento nasceram Bernardo de Alpoim e Egas de Alpoim, ambos notáveis oficiais de Marinha que faleceram solteiros e sem geração.
Faleceu em Lisboa a 15 de Dezembro de 1916, tendo sido, até aos seus últimos momentos, um vigoroso adversário da participação de Portugal na Grande Guerra.
No Jardim Público da vila de Mesão Frio, na avenida que lhe tomou o nome (Avenida Conselheiro José Maria Alpoim), mesmo em frente aos Paços do Concelho, foi erguida uma estátua, com o seu busto, em 1923, homenageando-se um dos maiores vultos da história deste concelho.